# Kojîci, Iavoriv
Kojîci (în ucraineană Кожичі) este un sat în comuna Domajîr din raionul Iavoriv, regiunea Liov, Ucraina.

## Demografie
Componența lingvistică a localității Kojîci
     Ucraineană (99,46%)
     Alte limbi (0,54%)
Conform recensământului din 2001, majoritatea populației localității Kojîci era vorbitoare de ucraineană (99,46%), existând în minoritate și vorbitori de alte limbi.